# Volta a Catalunya de 1966
La Volta a Catalunya de 1966 va ser 46a edició de la Volta Ciclista a Catalunya. Es disputà en 9 etapes de l'11 al 18 de setembre de 1966 amb un total de 1316,0 km. El vencedor final fou el neerlandès Arie den Hartog de l'equip Ford France per davant del seu company d'equip Jacques Anquetil i de Paul Gutty del Grammont-Tigra.
La setena etapa estava dividida en dos sectors, i el segon sector d'aquesta, amb final al Condado de Jaruco, era un contrarellotge.
Victòria final d'Arie den Hartog on el seu equip va ser el gran dominador. Cal destacar també Walter Godefroot que va aconseguir cinc victòries d'etapa.

## Etapes
| Etapa | Data           | Ciutats d'etapa                                 | km    | Vencedor de l'etapa | Líder de la general |
| ----- | -------------- | ----------------------------------------------- | ----- | ------------------- | ------------------- |
| 1a    | 11 de setembre | Sabadell – Barcelona                            | 80,0  | Walter Godefroot    | Walter Godefroot    |
| 2a    | 11 de setembre | Barcelona – Cambrils                            | 114,0 | Walter Godefroot    | Walter Godefroot    |
| 3a    | 12 de setembre | Cambrils – Sant Carles de la Ràpita             | 131,0 | Anatole Novak       | Anatole Novak       |
| 4a    | 13 de setembre | Sant Carles de la Ràpita - Tarragona            | 156,0 | Walter Godefroot    | Anatole Novak       |
| 5a    | 14 de setembre | Tarragona - La Massana (AND)                    | 212,0 | Arie den Hartog     | Arie den Hartog     |
| 6a    | 15 de setembre | La Massana (AND) - Cotlliure                    | 196,0 | Julien Stevens      | Arie den Hartog     |
| 7a A  | 16 de setembre | Cotlliure - Sant Feliu de Guíxols               | 86,0  | Walter Godefroot    | Arie den Hartog     |
| 7a B  | 16 de setembre | Sant Feliu de Guíxols – Condado de Jaruco (CRI) | 43,0  | Jacques Anquetil    | Arie den Hartog     |
| 8a    | 17 de setembre | Condado de Jaruco - Vallpineda                  | 156,0 | Eric Demunster      | Arie den Hartog     |
| 9a    | 18 de setembre | Vallpineda - Barcelona                          | 90,0  | Walter Godefroot    | Arie den Hartog     |

### 1a etapa[1]
11-09-1966: Sabadell – Barcelona, 80,0:
|   | Ciclista            | Equip               | Temps      |
| - | ------------------- | ------------------- | ---------- |
| 1 | Walter Godefroot    | Wiel's-Groene Leeuw | 1h 53' 55" |
| 2 | Frans Verbeeck      | Wiel's-Groene Leeuw | m. t.      |
| 3 | Gregorio San Miguel | Kas                 | m. t.      |

|   | Ciclista            | Equip               | Temps      |
| - | ------------------- | ------------------- | ---------- |
| 1 | Walter Godefroot    | Wiel's-Groene Leeuw | 1h 53' 55" |
| 2 | Frans Verbeeck      | Wiel's-Groene Leeuw | m. t.      |
| 3 | Gregorio San Miguel | Kas                 | m. t.      |

### 2a etapa[1]
11-09-1966: Barcelona – Cambrils, 144,0 km.:
|   | Ciclista         | Equip               | Temps      |
| - | ---------------- | ------------------- | ---------- |
| 1 | Walter Godefroot | Wiel's-Groene Leeuw | 2h 41' 18" |
| 2 | Paul Lemetayer   | Ford France         | m. t.      |
| 3 | Frans Verbeeck   | Wiel's-Groene Leeuw | m. t.      |

|   | Ciclista         | Equip               | Temps      |
| - | ---------------- | ------------------- | ---------- |
| 1 | Walter Godefroot | Wiel's-Groene Leeuw | 4h 35' 13" |
| 2 | Frans Verbeeck   | Wiel's-Groene Leeuw | m. t.      |
| 3 | Paul Lemetayer   | Ford France         | m. t.      |

### 3a etapa[2]
12-09-1966: Cambrils – Sant Carles de la Ràpita, 131,0 km.:
|   | Ciclista                 | Equip          | Temps      |
| - | ------------------------ | -------------- | ---------- |
| 1 | Anatole Novak            | Ford France    | 3h 14' 48" |
| 2 | Bernard Van De Kerckhove | Ford France    | + 01"      |
| 3 | Paul Gutty               | Grammont-Tigra | + 03"      |

|   | Ciclista                 | Equip          | Temps      |
| - | ------------------------ | -------------- | ---------- |
| 1 | Anatole Novak            | Ford France    | 7h 50' 01" |
| 2 | Bernard Van De Kerckhove | Ford France    | + 01"      |
| 3 | Paul Gutty               | Grammont-Tigra | + 03"      |

### 4a etapa[2]
13-09-1966: Sant Carles de la Ràpita - Tarragona, 156,0 km.:
|   | Ciclista         | Equip               | Temps      |
| - | ---------------- | ------------------- | ---------- |
| 1 | Walter Godefroot | Wiel's-Groene Leeuw | 4h 44' 39" |
| 2 | Michael Wright   | Wiel's-Groene Leeuw | m. t.      |
| 3 | Noël De Pauw     | Solo-Superia        | m. t.      |

|   | Ciclista                 | Equip          | Temps       |
| - | ------------------------ | -------------- | ----------- |
| 1 | Anatole Novak            | Ford France    | 12h 34' 40" |
| 2 | Bernard Van De Kerckhove | Ford France    | + 01"       |
| 3 | Paul Gutty               | Grammont-Tigra | + 03"       |

### 5a etapa[3]
14-09-1966: Tarragona - La Massana, 212,0 km. :
|   | Ciclista             | Equip       | Temps      |
| - | -------------------- | ----------- | ---------- |
| 1 | Arie den Hartog      | Ford France | 6h 12' 37" |
| 2 | Vicente López Carril | Kas         | m. t.      |
| 3 | Jaume Alomar         | Fagor       | + 1' 02"   |

|   | Ciclista             | Equip       | Temps       |
| - | -------------------- | ----------- | ----------- |
| 1 | Arie den Hartog      | Ford France | 18h 47' 26" |
| 2 | Vicente López Carril | Kas         | m. t.       |
| 3 | Jaume Alomar         | Fagor       | + 1' 02"    |

### 6a etapa[4]
15-09-1966: La Massana - Cotlliure, 196,0 km. :
|   | Ciclista         | Equip               | Temps      |
| - | ---------------- | ------------------- | ---------- |
| 1 | Julien Stevens   | Solo-Superia        | 5h 23' 08" |
| 2 | Paul Lemetayer   | Ford France         | + 38"      |
| 3 | Walter Godefroot | Wiel's-Groene Leeuw | m. t.      |

|   | Ciclista             | Equip       | Temps       |
| - | -------------------- | ----------- | ----------- |
| 1 | Arie den Hartog      | Ford France | 24h 11' 12" |
| 2 | Vicente López Carril | Kas         | m. t.       |
| 3 | Jaume Alomar         | Fagor       | + 1' 02"    |

### 7a etapa[5]
16-09-1966: (7A Cotlliure - Sant Feliu de Guíxols 86 km) i (7B Sant Feliu de Guíxols – Condado de Jaruco 43 km CRI):
|   | Ciclista                | Equip               | Temps      |
| - | ----------------------- | ------------------- | ---------- |
| 1 | Walter Godefroot        | Wiel's-Groene Leeuw | 3h 48' 45" |
| 2 | Antonio Gómez del Moral | Kas                 | m. t.      |
| 3 | Jean Stablinski         | Ford France         | + 02"      |

|   | Ciclista           | Equip       | Temps      |
| - | ------------------ | ----------- | ---------- |
| 1 | Jacques Anquetil   | Ford France | 1h 02' 37" |
| 2 | José Pérez Francés | Ferrys      | + 2' 25"   |
| 3 | Arie den Hartog    | Ford France | + 2' 28"   |

|   | Ciclista           | Equip       | Temps      |
| - | ------------------ | ----------- | ---------- |
| 1 | Jacques Anquetil   | Ford France | 4h 52' 00" |
| 2 | José Pérez Francés | Ferrys      | + 1' 52"   |
| 3 | Arie den Hartog    | Ford France | + 2' 17"   |

|   | Ciclista         | Equip          | Temps       |
| - | ---------------- | -------------- | ----------- |
| 1 | Arie den Hartog  | Ford France    | 29h 05' 29" |
| 2 | Jacques Anquetil | Ford France    | + 1' 23"    |
| 3 | Paul Gutty       | Grammont-Tigra | + 2' 07"    |

### 8a etapa[6]
17-09-1966: Condado de Jaruco - Vallpineda, 156,0 km.:
|   | Ciclista         | Equip               | Temps      |
| - | ---------------- | ------------------- | ---------- |
| 1 | Eric Demunster   | Wiel's-Groene Leeuw | 4h 28' 53" |
| 2 | Walter Godefroot | Wiel's-Groene Leeuw | + 5' 06"   |
| 3 | Paul Lemetayer   | Ford France         | m. t.      |

|   | Ciclista         | Equip          | Temps       |
| - | ---------------- | -------------- | ----------- |
| 1 | Arie den Hartog  | Ford France    | 33h 39' 31" |
| 2 | Jacques Anquetil | Ford France    | + 1' 23"    |
| 3 | Paul Gutty       | Grammont-Tigra | + 2' 07"    |

### 9a etapa[7]
18-09-1966: Vallpineda - Barcelona, 90,0 km.:
|   | Ciclista         | Equip               | Temps      |
| - | ---------------- | ------------------- | ---------- |
| 1 | Walter Godefroot | Wiel's-Groene Leeuw | 2h 07' 33" |
| 2 | Jaume Alomar     | Fagor               | m. t.      |
| 3 | Michael Wright   | Wiel's-Groene Leeuw | m. t.      |

|   | Ciclista         | Equip          | Temps       |
| - | ---------------- | -------------- | ----------- |
| 1 | Arie den Hartog  | Ford France    | 35h 47' 04" |
| 2 | Jacques Anquetil | Ford France    | + 1' 23"    |
| 3 | Paul Gutty       | Grammont-Tigra | + 2' 07"    |

## Classificació General
|    | Ciclista                | Equip          | Temps       |
| -- | ----------------------- | -------------- | ----------- |
| 1  | Arie den Hartog         | Ford France    | 35h 47' 04" |
| 2  | Jacques Anquetil        | Ford France    | + 1' 23"    |
| 3  | Paul Gutty              | Grammont-Tigra | + 2' 07"    |
| 4  | Vicente López Carril    | Kas            | + 2' 17"    |
| 5  | Ginés García            | Fagor          | + 2' 29"    |
| 6  | Antonio Gómez del Moral | Kas            | + 2' 48"    |
| 7  | Joaquín Galera          | Kas            | + 2' 53"    |
| 8  | Jaume Alomar            | Fagor          | + 3' 11"    |
| 9  | José Pérez Francés      | Ferrys         | + 3' 18"    |
| 10 | Mariano Díaz            | Fagor          | + 3' 55"    |

## Classificacions secundàries
|   | Ciclista         | Equip       | Punts    |
| - | ---------------- | ----------- | -------- |
| 1 | Joaquín Galera   | Kas         | 34 punts |
| 2 | Aurelio González | Kas         | 28 punts |
| 3 | Julio Jiménez    | Ford France | 25 punts |

|   | Ciclista           | Equip           | Punts    |
| - | ------------------ | --------------- | -------- |
| 1 | Carlos Echeverría  | Kas             | 24 punts |
| 2 | Ramon Sáez         | Ferrys          | 17 punts |
| 3 | Josep Segú Soriano | Ondina-Libertas | 17 punts |

|   | Ciclista         | Equip               | Punts    |
| - | ---------------- | ------------------- | -------- |
| 1 | Walter Godefroot | Wiel's-Groene Leeuw | 64 punts |
| 2 | Paul Lemetayer   | Ford France         | 43 punts |
| 3 | Michael Wright   | Wiel's-Groene Leeuw | 39 punts |

|   | Equip       | Nacionalitat | Temps        |
| - | ----------- | ------------ | ------------ |
| 1 | Kas         | Espanya      | 143h 20' 48" |
| 2 | Ford France | França       | + 1' 20"     |
| 3 | Fagor       | Espanya      | + 1' 58"     |